# Joaquín Rocha
Joaquín Rocha est un boxeur mexicain né le 16 août 1944 à Mexico.

## Carrière
Sa carrière amateur est principalement marquée par une médaille de bronze remportée aux Jeux olympiques de Mexico en 1968 en poids lourds.

### Jeux olympiques

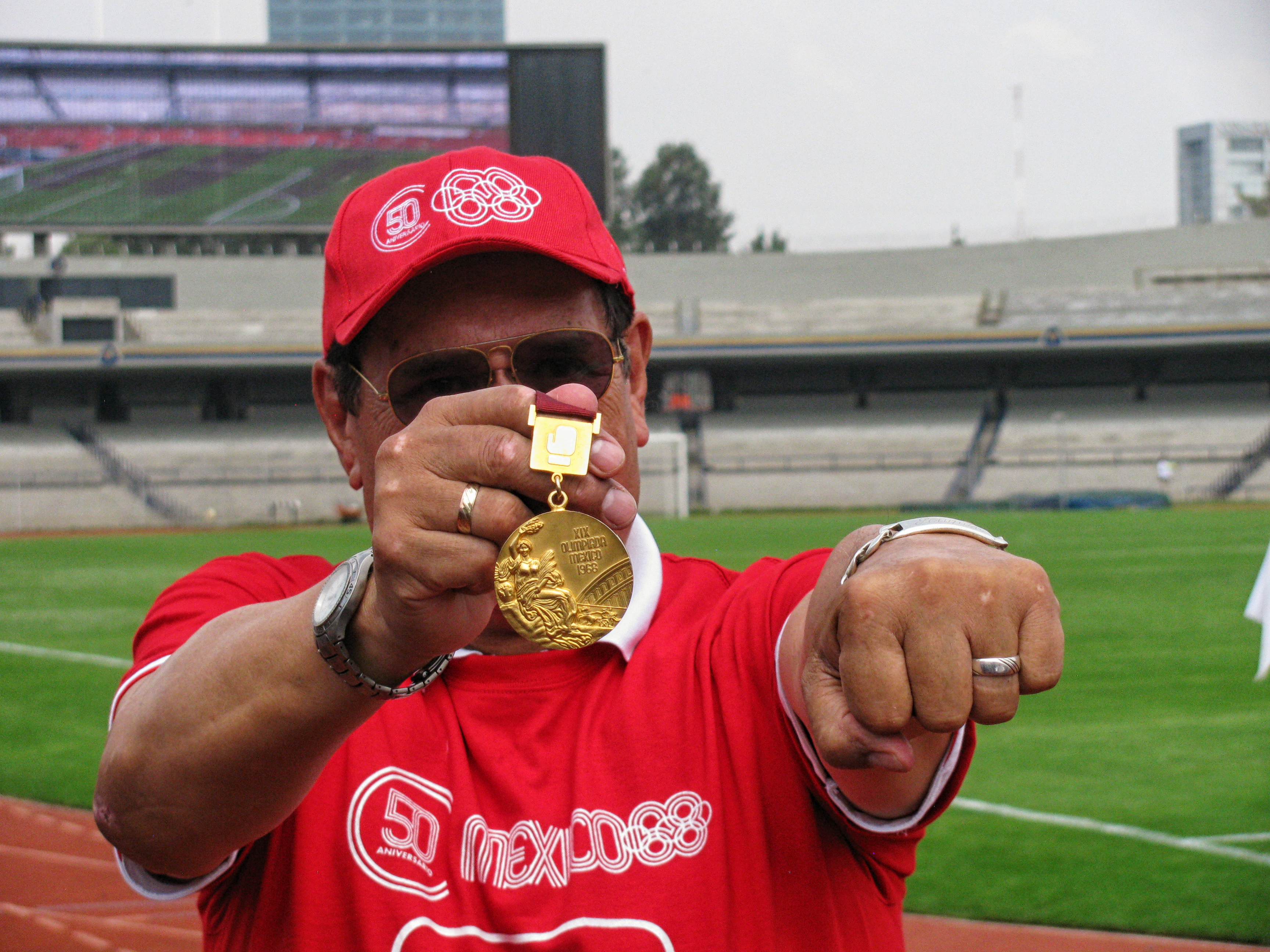
Joaquín Rocha avec la médaille de bronze remportée aux Jeux olympiques de 1968

- Médaille de bronze en +81 kg aux Jeux de 1968 à Mexico